# Багачка
Бага́чка — село в Україні, у Троїцькій селищній громаді Сватівського району Луганської області. Населення становить 537 осіб. Орган місцевого самоврядування — Багачанська сільська рада.
Село постраждало внаслідок геноциду українського народу, вчиненого урядом СССР у 1932—1933 роках, кількість встановлених жертв — 50 людей.

## Назва
Назва походить від прикметника багатий, утворена за допомогою суфікса здрібнілості -ачк-.

## Населення

### Мова
Розподіл населення за рідною мовою за даними перепису 2001 року:
| Мова            | Кількість | Відсоток |
| --------------- | --------- | -------- |
| українська      | 496       | 92.36%   |
| російська       | 36        | 6.71%    |
| білоруська      | 1         | 0.19%    |
| інші/не вказали | 4         | 0.74%    |
| Усього          | 537       | 100%     |

## Також
- Перелік населених пунктів, що постраждали від Голодомору 1932-1933, Луганська область